# Visignano (Cascina)
Visignano è una località del comune italiano di Cascina, nella provincia di Pisa, in Toscana.

## Geografia fisica
Visignano è situato nella piana dell'Arno e si sviluppa a sud della strada statale 67 Tosco-Romagnola tra Pisa e Cascina. La località è inglobata nel tessuto della vasta area urbana di Pisa e confina senza soluzione di continuità con le frazioni di San Lorenzo alle Corti, Montione e Navacchio.
La località dista poco meno di 9 km dal capoluogo comunale e circa 8 km da Pisa.

## Storia
Il borgo di Visignano è di origine romana, infatti il toponimo è da inserire tra quei prediali che fiorirono nel territorio in seguito all'assegnazione di appezzamenti di terra ai veterani dell'esercito. Tuttavia, le prime attestazioni della località risalgono al periodo alto-medievale: qui era infatti situata la prima abbazia di San Savino, prima che le frequenti inondazioni dell'Arno costrinsero i monaci a edificarne una nuova nel luogo attuale, presso Montione, in una posizione più riparata. Presso Visignano si trovavano inoltre due chiese, non più esistenti, intitolate a San Giusto e a San Pietro, la prima attestata al 1167, la seconda al 1172: i due edifici parrocchiali erano inseriti nella pievania di San Lorenzo alle Corti e sono ricordati nuovamente nel 1188 e nelle Rationes decimarum del 1276 e del 1296.
La località contava 405 abitanti nel 1833.

## Monumenti e luoghi d'interesse

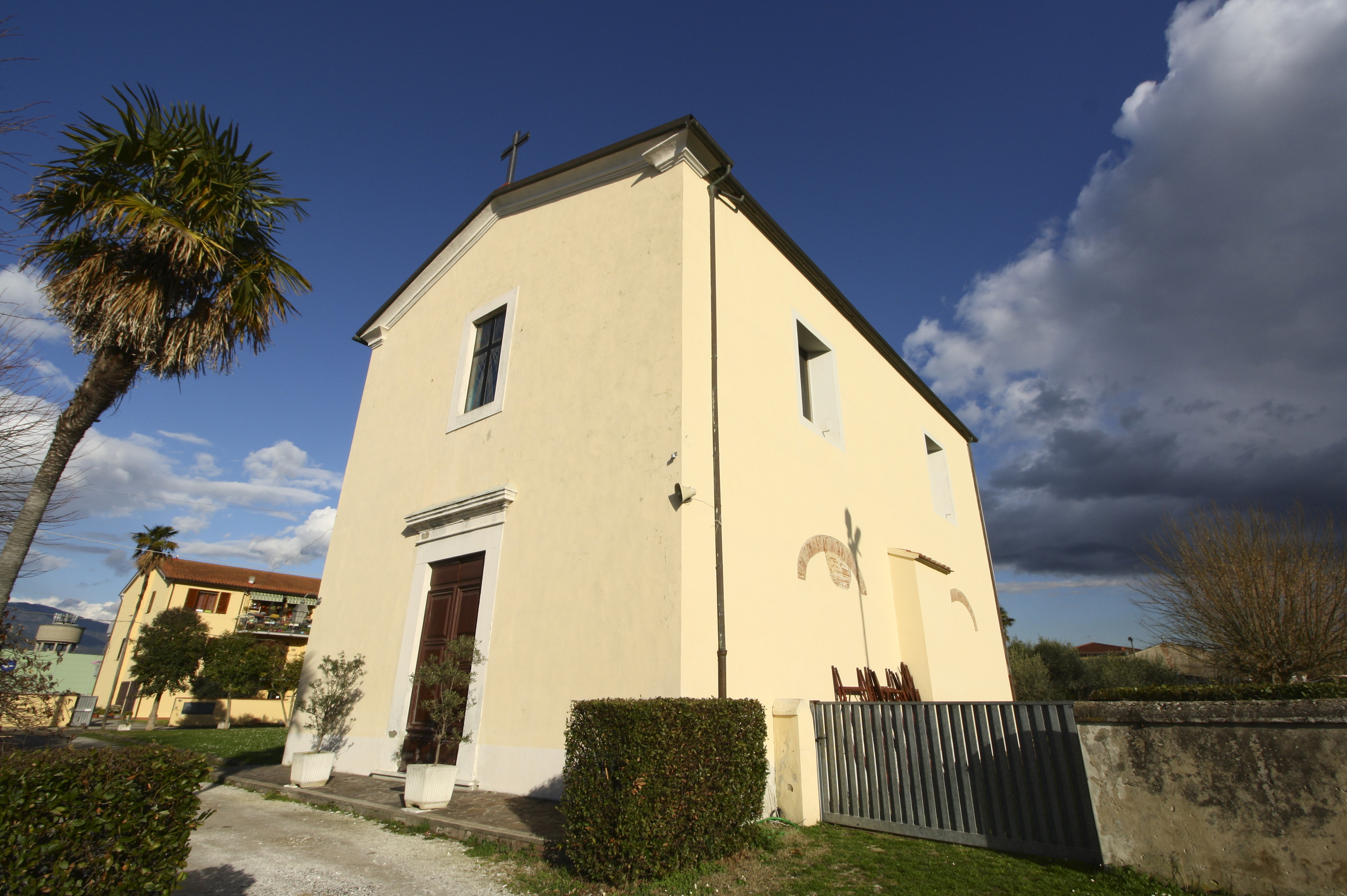
La chiesa dei Santi Pietro e Giusto

- Chiesa dei Santi Pietro e Giusto, chiesa parrocchiale della località, è stata edificata tra la fine del XVIII e i primi del XIX secolo e porta i titoli congiunti delle due chiese alto-medievali un tempo qui situate. La chiesa di San Pietro fu distrutta nel 1796 per permettere la costruzione dell'attuale edificio, mentre la chiesa di San Giusto cadde in rovina, ma è possibile scorgere alcuni resti integrati in una nuova costruzione. Il campanile ottocentesco fu demolito e completamente ricostruito nel 1924.[6]